# حرب أسعار النفط الروسية-السعودية 2020
حرب أسعار النفط بين روسيا و مجلس التعاون لدول الخليج العربية عام 2020 هي حرب اقتصادية بدأتها المملكة العربية السعودية في مارس من العام 2020 ردًا على رفض روسيا خفض إنتاج النفط من أجل الحفاظ على أسعاره عند مستوى معتدل. أدى هذا الصراع الاقتصادي إلى انخفاض حاد في أسعار النفط خلال ربيع عام 2020، ليصبح السعر سلبيًا في 20 أبريل (لا يمكن إيقاف إنتاج النفط تمامًا، لكن حتى أدنى مستوى إنتاج يمكن أن يولد عرضًا أكبر بكثير من الطلب، وبالتالي أصبحت حاملو عقود النفط الآجلة على استعداد للدفع للتخلص من عقود النفط التي لن يتمكنوا من تخزينها).
في 8 مارس 2020، شرعت المملكة العربية السعودية في حرب أسعار مع روسيا، ما ساهم بانخفاض بنسبة 65% في أسعار النفط خلال ربع واحد. في الأسابيع القليلة الأولى من شهر مارس، انخفضت أسعار النفط الأمريكي بنسبة 34%، والنفط الخام بنسبة 26%، ونفط برنت بنسبة 24%. نشبت حرب الأسعار بسبب فشل الحوار بين منظمة الدول المصدرة للنفط (أوبك) وروسيا بشأن التخفيضات المقترحة لإنتاج النفط في خضم جائحة كوفيد-19. انسحبت روسيا من الاتفاقية، ما أدى إلى سقوط تحالف أوبك+. انخفضت أسعار النفط بنسبة 30% منذ بداية العام بسبب انخفاض الطلب عليه. تُعتبر حرب الأسعار أحد الأسباب الرئيسية لانهيار سوق الأسهم العالمية وأحد لآثاره الرئيسية في الوقت نفسه.

## خلفية
بدءًا من العام 2014، زاد إنتاج النفط الصخري الأمريكي حصته في السوق في الوقت الذي استمر فيه المنتجون الآخرون في إنتاج النفط. انهارت الأسعار من أكثر من 114 دولارًا للبرميل في 2014 إلى حوالي 27 دولارًا في 2016. في سبتمبر من العام 2016، اتفقت السعودية وروسيا على التعاون في إدارة أسعار النفط وإنشاء تحالف غير رسمي يتكون من أعضاء منظمة أوبك ومنتجين من خارج المنظمة أطلقوا عليه اسم «أوبك+». بحلول يناير من العام 2020، خفضت أوبك+ إنتاج النفط بمقدار 2.1 مليون برميل يوميًا، مع قيام المملكة العربية السعودية بأكبر تخفيض في الإنتاج.
نتيجة لجائحة كوفيد-19، انخفض إنتاج المصانع وانخفض الطلب على النقل، ما أدى إلى انخفاض الطلب الكلي على النفط، متسببًا بانخفاض اسعاره. في 15 فبراير 2020، توقعت وكالة الطاقة الدولية أن ينخفض نمو الطلب إلى أدنى معدل منذ عام 2011، مع انخفاض النمو السنوي بمقدار 325 ألف برميل يوميًا ليبلغ 825 ألف برميل يوميًا، وانكمش الاستهلاك في الربع الأول بمقدار 435 ألف برميل يوميًا. على الرغم من انخفاض الطلب على النفط على مستوى العالم، إلا أن انخفاض الطلب في الأسواق الصينية، وهو الأكبر منذ عام 2008، دفع منظمة أوبك لعقد قمة في فيينا يوم 5 مارس 2020. خلال القمة، وافقت أوبك على خفض إنتاج النفط بمقدار 1.5 مليون برميل إضافي يوميًا خلال الربع الثاني من العام (خفض 3.6 مليون برميل في اليوم من إجمالي إنتاج العام 2016)، مع توقع المجموعة أن تراجع سياستها خلال اجتماعها التالي في 9 يونيو من العام نفسه. دعت منظمة أوبك روسيا وغيرها من الدول غير الأعضاء في أوبك+ إلى الالتزام بقرار المنظمة. في 6 مارس 2020، رفضت روسيا الطلب منهية بذلك الشراكة غير الرسمية، فانخفضت أسعار النفط 10% بعد الإعلان.
في وقت مبكر من فبراير 2020، فرضت إدارة ترامب عقوبات على أكبر شركة نفط روسية «روسنفت». تزعم بعض وسائل الإعلام أن روسيا ربما اعتبرت حرب النفط وسيلةً للردّ على العقوبات الأمريكية.

## وجهات نظر متناقضة عن وجود حرب اسعار
من المؤكد أن المسؤولين الروس والسعوديين ينكرون وجود حرب أسعار بينهم أو ضد أي دولة أخرى. قال المتحدث باسم الرئاسة الروسية دميتري بيسكوف أنه يمكن تنفيذ العقود الجديدة المخطط لها على الفور إذا لزم الأمر. خلال المفاوضات، جادل المسؤولون الروس بأنه من السابق لأوانه إجراء تخفيضات قبل فهم التأثير الكامل لتفشي الفيروس على أسعار النفط، وأن النقص الحالي الذي يبلغ حوالي مليون برميل في اليوم بسبب الاضطرابات السياسية في ليبيا، كان يساعد على تعويض تراجع الطلب في ذلك الوقت.
شكك بافيل سوروكين من وزارة الطاقة الروسية في أن التخفيضات قائلًا: «لا يمكننا مواجهة تراجع الطلب عندما لا يكون مكان القاع واضحًا». يؤكد المزيد من التقارير أن الجانب الروسي قدم اقتراحًا بتمديد التخفيضات الحالية لمجموعة أوبك+ التي تبلغ 1.7 مليون برميل يوميًا لمدة 3 أشهر على الأقل، من أجل تقييم التأثير الحقيقي لأزمة فيروس كورونا على الطلب النفطي قبل قرار المزيد من التخفيضات، وهو ما رفضته أوبك.

## الأحداث
في 8 مارس من العام 2020، أعلنت المملكة العربية السعودية تخفيضات غير متوقعة في الأسعار تتراوح بين 6 دولارات و 8 دولارات للبرميل للعملاء في أوروبا وآسيا والولايات المتحدة. أدى الإعلان إلى تهاوي أسعار النفط، غذ انخفض خام برنت بنسبة 30%، وهو أكبر انخفاض منذ حرب الخليج. انخفض مؤشر غرب تكساس الوسطي، وهو فئة من النفط الخام المستخدم معيارًا في تسعير النفط، بنسبة 20%. في 9 مارس 2020، أقفلت أسواق الأسهم في جميع أنحاء العالم على خسائر كبيرة تعود جزئيًا إلى مزيج من حرب الأسعار والمخاوف من جائحة كورونا. وصلت أصداء انهيار أسعار النفط خارج أسواق الأوراق المالية، فخسر الروبل الروسي 7% من قيمته بعد الإعلان، ليصل إلى أدنى مستوى له مقابل الدولار الأمريكي خلال 4 أعوام. في الأيام التي تلت الإعلان، انتعشت أسعار النفط وأسواقه إلى حد ما، فارتفعت أسعار النفط بنسبة 10%، وتعافت معظم أسواق الأسهم في اليوم التالي ليوم الاثنين الأسود. في 10 مارس، أعلنت المملكة العربية السعودية أنها ستزيد إنتاجها من 9.7 مليون برميل يوميًا إلى 12.3 مليونًا، بينما كانت روسيا تخطط لزيادة إنتاجها من النفط الخام بحوالي 300 ألف برميل يوميًا. في ذلك الوقت، كانت طاقة إنتاج النفط على المدى القصير لشركة أرامكو تبلغ حوالي 12 مليون برميل يوميًا (استقرت عند 10.5 مليون برميل يوميًا)، وقد صدرت تعليمات للشركة لتوسيع طاقتها إلى 13 مليون برميل.
مع استمرار انخفاض الطلب بشكل كبير، انخفضت أسعار النفط أكثر وأكثر، فوصلت إلى أدنى مستوى لها في 17 عامًا يوم 18 مارس، يوم بلغ سعر برميل برنت 24.72 دولار، وخام غرب تكساس الوسطي 20.48 دولار للبرميل.
ظلت أسعار النفط منخفضة حتى نهاية مارس. في 2 أبريل، اتصل الرئيس الأمريكي دونالد ترامب بعد ضغوط داخلية كبيرة تعرض لها، بولي العهد السعودي محمد بن سلمان، مهددًا بسحب الدعم العسكري الأمريكي إذا لم تخفّض أوبك وحلفاؤها إنتاجها النفطي. في اليوم التالي، أمر الرئيس الروسي فلاديمير بوتين وزير الطاقة ألكسندر نوفاك بترتيب اجتماع استثنائي لأوبك وذكر أن الإنتاج العالمي يمكن خفضه بمقدار 10 ملايين برميل. تجاوبًا مع بيان بوتين، ارتفعت أسعار النفط. حتى مع خفض الإنتاج بـ 10 ملايين برميل يوميًا، قدرت وكالة الطاقة الدولية أن مخزونات النفط العالمية ستبقى تزيد بمقدار 15 مليون برميل يوميًا. صرح مدير وكالة الطاقة الدولية فاتح بيرول أن 50 مليون وظيفة متعلقة بتكرير النفط والمبيع بالتجزئة باتت معرضة للخطر على الصعيد العالمي. ارتفعت أسعار النفط الأمريكي بنسبة 25% يوم 2 أبريل، وهي أكبر زيادة ليوم واحد في التاريخ. ارتفع خام برنت إلى 32 دولارًا في 3 أبريل.
في وقت لاحق، أي يوم 3 أبريل، نشر وزراء الخارجية والطاقة السعوديون تصريحات تنتقد بوتين، ملقين باللائمة على روسيا لعدم مشاركتها في اتفاقية أوبك+.